# Adolf Matteoschat
Adolf Hermann Franz Matteoschat, född 1 september 1866 i Kaltecken vid Tilsit i Ostpreussen, död 18 oktober 1947 i Annelövs församling, var en tysk-svensk industriman. 
Efter studentexamen i Tilsit 1887 studerade Matteoschat kemi vid universitetet i Königsberg 1887–89, i Freiburg im Breisgau 1889–91 och blev filosofie doktor vid sistnämnda universitet 1891. Han var anställd vid sockerfabriken i Zülz i Oberschlesien 1891–92, vid handelslaboratoriet i Breslau och bedrev mikroskopiska studier vid universitet där, var kemist vid Schiesswollfabrik für die Kaiserliche Deutsche Marine i Kruppamühle i Oberschlesien 1892–94.
Matteoschat flyttade därefter till Sverige och var driftsingenjör vid Skånska bomullskrutfabriks AB och AB Svenska krutfaktorierna i Annelöv vid Landskrona 1894–1900, disponent från 1900 och styrelseledamot från 1920. Han blev svensk medborgare 1919.